# Kathedrale von Goa

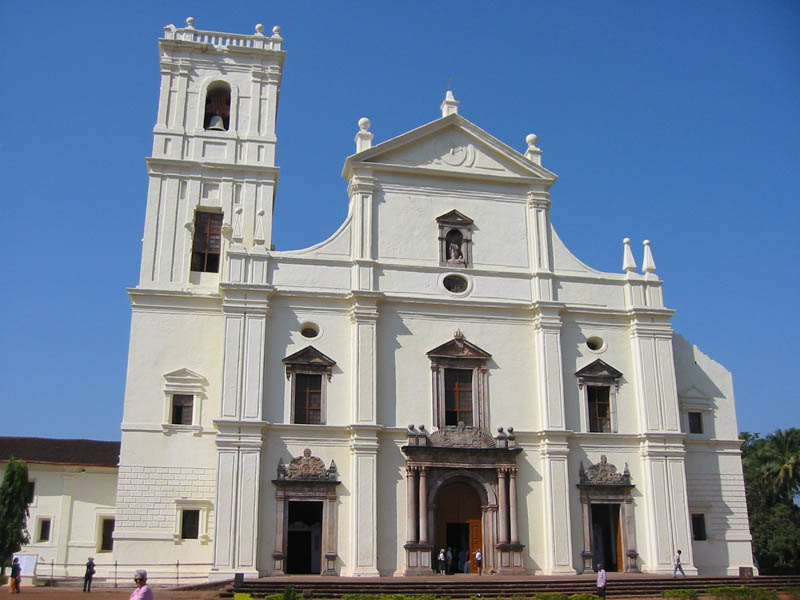
Kathedrale von Goa (port. Catedral de Goa), auch Kirche der Heiligen Katharina von Alexandrien (port. Igreja de Santa Catarina da Alexandria) genannt

Die Kathedrale von Goa (portugiesisch Catedral de Goa), auch geläufig als Sé de Santa Catarina, auf Konkani Bhagevont Katerinachi Katedral, ist eine römisch-katholische Kathedrale zu Ehren der Heiligen Katharina von Alexandrien in der indischen Stadt Velha Goa. Die Kathedrale ist Teil des UNESCO-Weltkulturerbe-Ensembles „Kirchen und Klöster von Goa“ (s. Welterbe in Indien). Die Kathedrale ist Sitz des Erzbistums Goa und Daman.
Die Kathedrale, erbaut zwischen 1562 und etwa 1651/51, sollte durch die prachtvolle Architektur den Herrschaftsanspruch, den Reichtum und den Ruf des portugiesischen Kolonialreichs ausdrücken.

## Geschichte

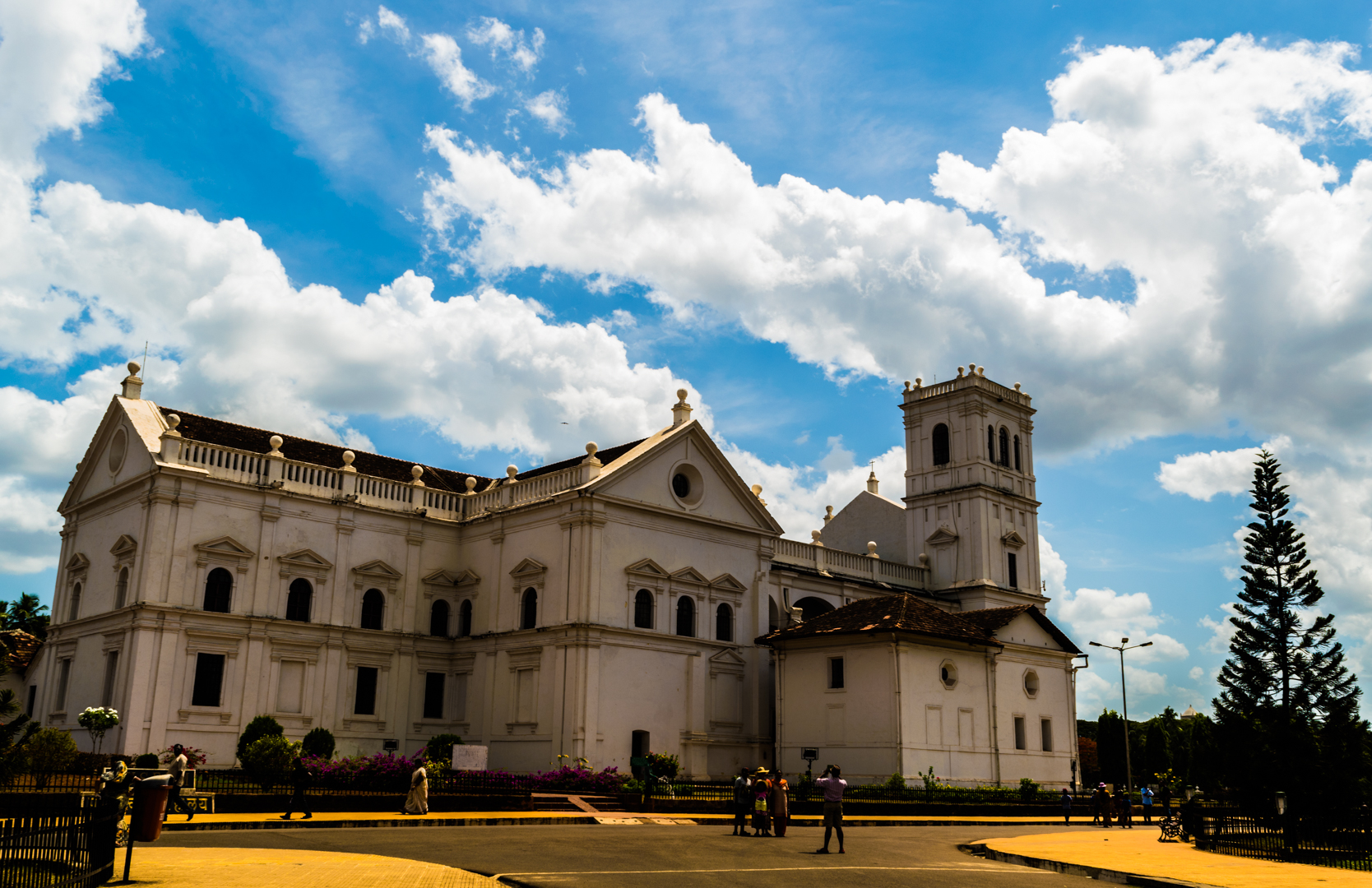
Außenansicht

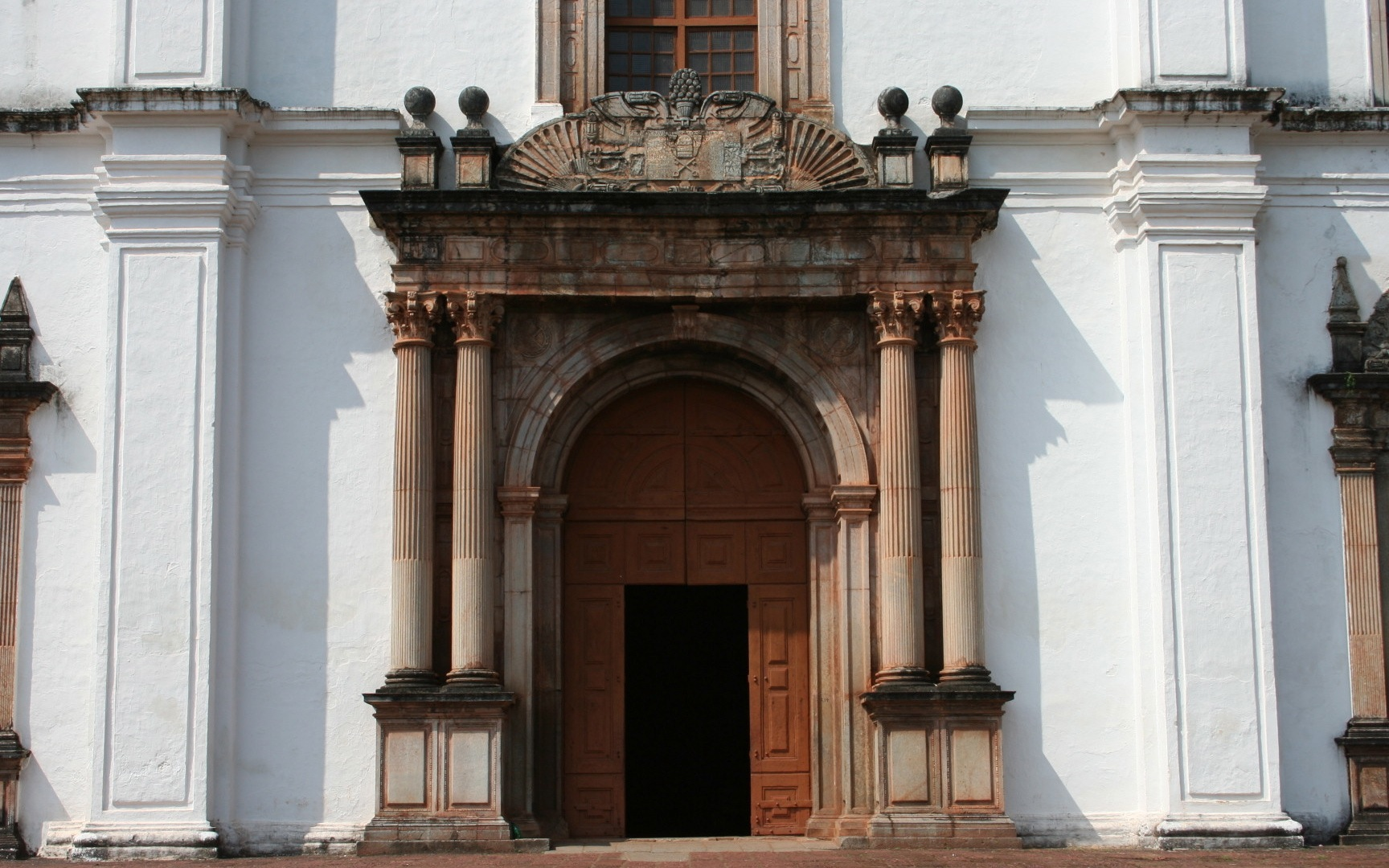
Haupteingang der Kathedrale

Die erste Kapelle ließ Afonso de Albuquerque nach dem Sieg über das Sultanat Bijapur und der Einnahme Goas im Jahr 1510 errichten. Der Sieg wurde am 25. November 1510 gefeiert, dem Tag der Heiligen Katharina, sodass die erste Kapelle ihren Namen erhielt (Capela de Santa Catarina).
Um den Herrschaftsanspruch des portugiesischen Kolonialreiches über Goa (und Portugiesisch-Indien) auszudrücken, bat Kolonialgouverneur Jorge Cabral 1552 um den Bau einer großen Kathedrale in der Stadt. Dem Wunsch entsprach König Sebastian von Portugal 1562, nachdem das Erzbistum Goa zu einem Metropolitanerzbistum erhoben worden war. Die Bauarbeiten begannen 1564 und zogen sich bis mindestens 1651–52. Die Kathedrale ersetzte damit die vorherige Kirche (auch genannt Antiga Matriz de Velha Goa oder Igreja de Santa Catarina).
Die einzelne Bauschritte sind retrospektiv schwer nachzuverfolgen. António Nunes Perreira schreibt, einer der Türme sei zwischen 1597 und 1600 errichtet worden, die Hauptarbeiten am Kirchengebäude seien 1619 fertiggestellt worden. 1631 sei die Kathedrale – abgesehen von der künstlerischen Ausgestaltung – bereits fertig gewesen.
Welcher Architekt oder Baumeister für den Bau verantwortlich zeigte, ist ebenso schwer nachzuvollziehen. Laut Perreira, schreibt der Kunsthistoriker den Entwurf vor allem Inofre de Carvalho zu, der zwischen 1538 und 1568 tätig war. Pedro Dias wiederum, so Perreira, schreibt den Entwurf dem Hauptingenieur des portugiesischen Königreiches (Ingenheiro-mor do Reino), Júlio Simão zu, der zwischen 1596 und 1621 für das Reich tätig war. Simão ist in der Kathedrale begraben, unweit des Altars.
1932, noch unter portugiesischer Herrschaft Goas, wurde die Kathedrale durch die portugiesische Regierung als „nationales Denkmal“ (Monumento Nacional) anerkannt. 1986 stufte die UNESCO die Kirche als Teil des Ensembles „Klöster und Kirchen von Goa“ als Weltkulturerbe ein. In der portugiesischen Denkmaldatenbank Sistema de Informação para o Património Arquitectónico, das auch Denkmale ehemaliger portugiesischer Kolonien umfasst, ist die Kathedrale mit der Nummer 11431 eingetragen. In der Datenbank des Archaeological Survey of India ist die Kathedrale mit der Nummer N-GA-2 eingetragen.

## Architektur

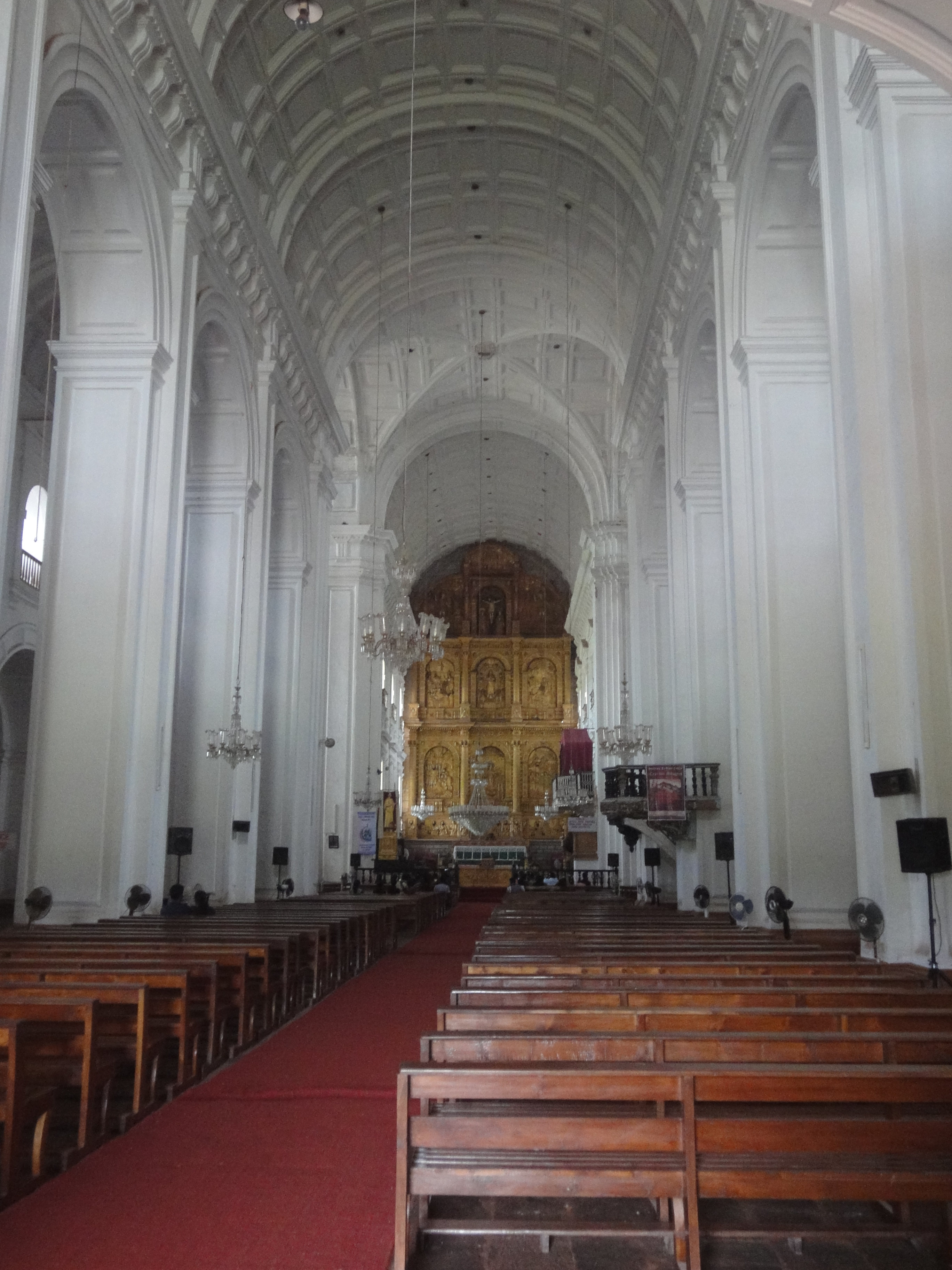
Blick ins Hauptschiff der Kathedrale

Der Architekturstil der Kathedrale folgt dem des Manierismus, der besonders im portugiesischen Kolonialreich zu der Zeit sehr verbreitet war. Während das Äußere durch eine toskanische Ordnung geprägt ist, folgt das Innere dem der korinthischen Ordnung. Die drei Kirchenschiffe der Kirche sind 76 Meter lang, 55 Meter hoch, die Spitze des Frontispiz liegt in 35 Meter Höhe. Der Grundriss entspricht dem klassischen Kirchenkreuz.
Die Fassade der Kirche besitzt drei Eingangstore. Die Kirche besaß ursprünglich zwei Kirchtürme, links und rechts der Fassade. Die rechte wurde in einem Sturm 1766 zerstört und seitdem nicht mehr wieder aufgebaut. Das gesamte Gebäude wurde aus Laterit errichtet und später gekalkt. Lediglich einzelne Fassadenelemente, wie die Toren, die Fenster und die Ädikulä sind aus Granit geschaffen, der dafür extra aus Vasai (port. Baçaim) herangebracht wurde.
Trotz der langen Bauzeit ist die architektonische Gestaltung der Kathedrale durchweg formal und stilistisch kohärent. Der portugiesische Einfluss in der Architektur zeigt sich vor allem im Aufbau der Kirche sowie der Wahl zweier Türme direkt an der Fassade – die Kirche folgt damit gestalterisch anderen portugiesischen Kathedralen dieser Zeit, wie die Kathedrale von Miranda do Douro (Baubeginn 1552), Leiria (1559–1574) und Portalegre (1556–1575). Im Gegensatz zum Modell der „alentejanischen Kirche“ entspricht die Kathedrale die architektonische Sprache der europäischen Renaissance.
Die Kathedrale ist zudem ein Symbol für die Verbindung von Macht und Religion des portugiesischen Kolonialreiches und der Manifestation dessen in der portugiesischen Kolonisation in Asien. Die Dimension der Kirche sollten symbolhaft für die Macht des Kolonialreiches stehen und damit die lokale Bevölkerung der okkupierten Gebiete „beeindrucken“. Des Weiteren war der Ort der Kirche – heute aufgrund des Verlustes der Altstadt nicht mehr erkennbar – prägend: Die Kathedrale befindet sich an einem ehemaligen Platz auf dessen Südseite sich der Palácio do Sabaio befand, die ehemalige Residenz der Gouverneure und Vize-Könige von Goa. In der Residenz befand sich auch die Inquisition der Kirche, nach ihrer Einführung in Goa im Jahr 1560.

## Innenraum

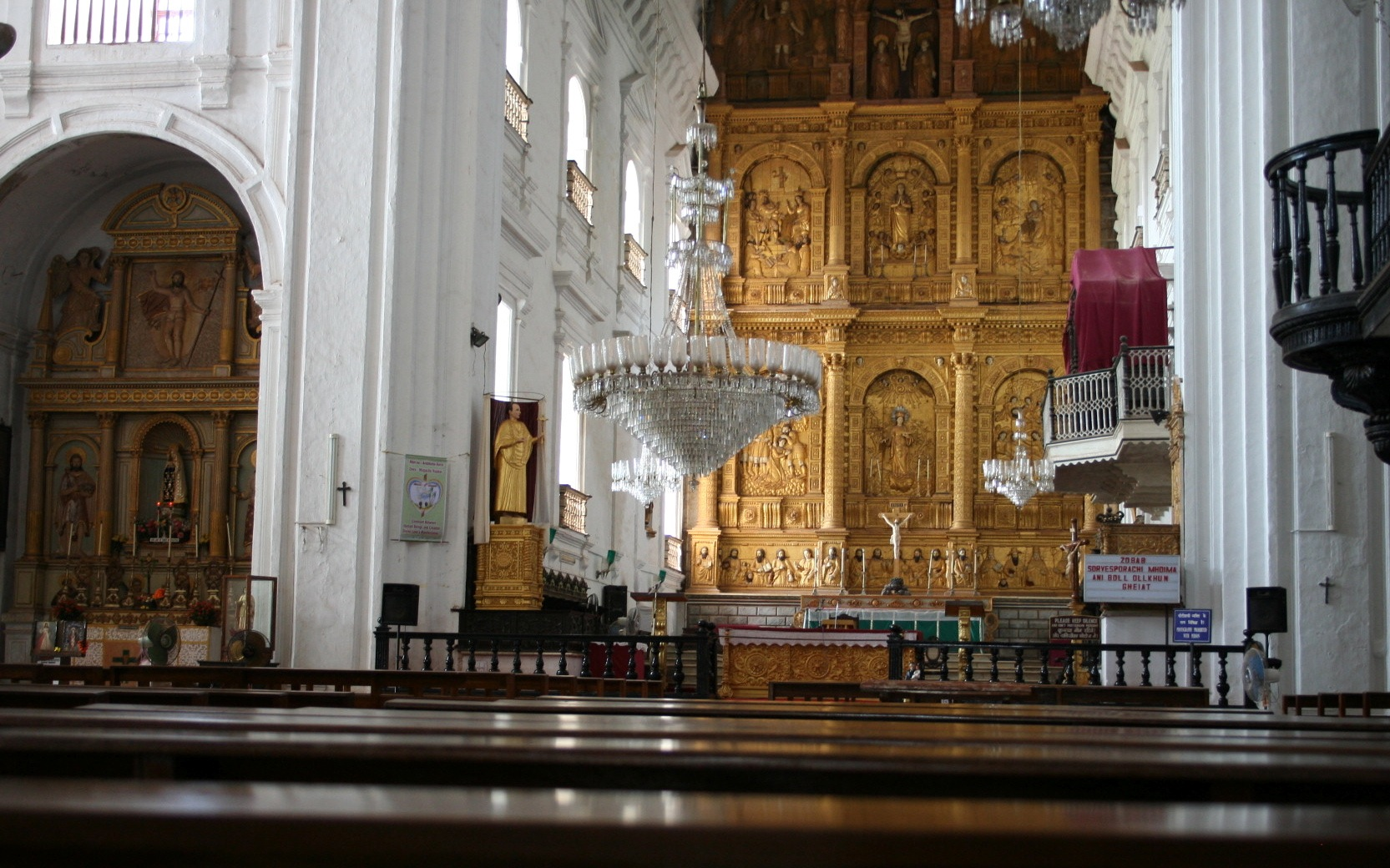
Blick auf dem Hauptaltar der Kathedrale

Die Kirche besteht aus drei Kirchenschiffen in Form einer Hallenkirche mit Tonnengewölben, mit einem Hochchor und Seitenkapellen sowie einem Querschiff sowie einer ausgeprägten Apsis am Ende des Hauptschiffes. Die Vierung ist durch Bögen gekennzeichnet.
Der einzige noch verbleibende Turm – der andere wurde 1766 zerstört und nicht wiederaufgebaut – besitzt eine große Glocke, die aufgrund ihres vollen Klanges auch „Goldglocke“ (port. Sino de Ouro) genannt wird. Der Hauptaltar ist der Heiligen Katharina von Alexandrien gewidmet, oberhalb der Apsis befindet sich zudem ein großes goldenes Altarretabel. Auf der rechten Seite des Querschiffes befindet sich die Kapelle des Kreuzes der Wunders (port. Capela da Cruz dos Milagres), in der es 1919 eine Christuserscheinung gegeben haben soll.
Die Kathedrale ist des Weiteren durch sechs große Wandgemälde geschmückt, die Szenen des Lebens der Heiligen Katharina zeigen. Außerdem besitzt die Kathedrale ein großes Taufbecken aus dem Jahr 1532, das auch der Heilige Franz Xaver genutzt haben soll, um zahlreiche konvertierte Goesen zu taufen.

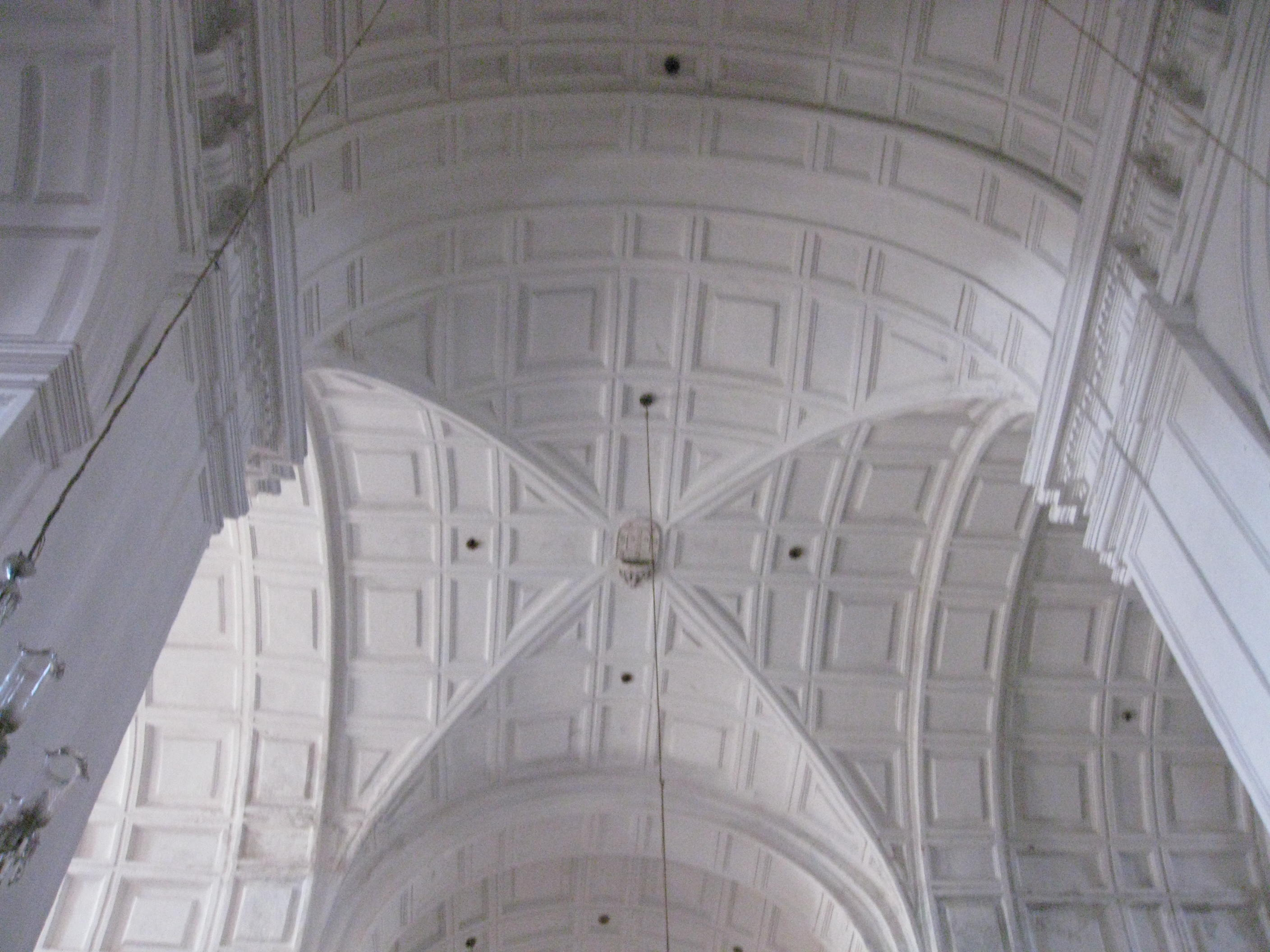
Tonnengewölbe mit Kassettendecke